# Chiesa dei Santi Martiri (Prato)
La chiesa dei Santi Martiri si trova a Prato, in via delle Medaglie d'Oro.

## Storia e descrizione
Progettata nel 1978 da Eugenio Maccagnani, con modifiche di Teclé Alemaiò, fu inaugurata nel 1996.
Rialzata sul piano stradale e accessibile con rampe laterali, ha copertura piana, segnata da una grande croce in materiale trasparente.
All'interno, nelle due pareti del fonte battesimale, è presente un affresco di Enrico P.Paoletti. 
Fuori il particolare campanile ospita 5 campane in Do4, realizzate da Ettore Marchesin (della fonderia De Poli) di Vittorio Veneto nel 1996.

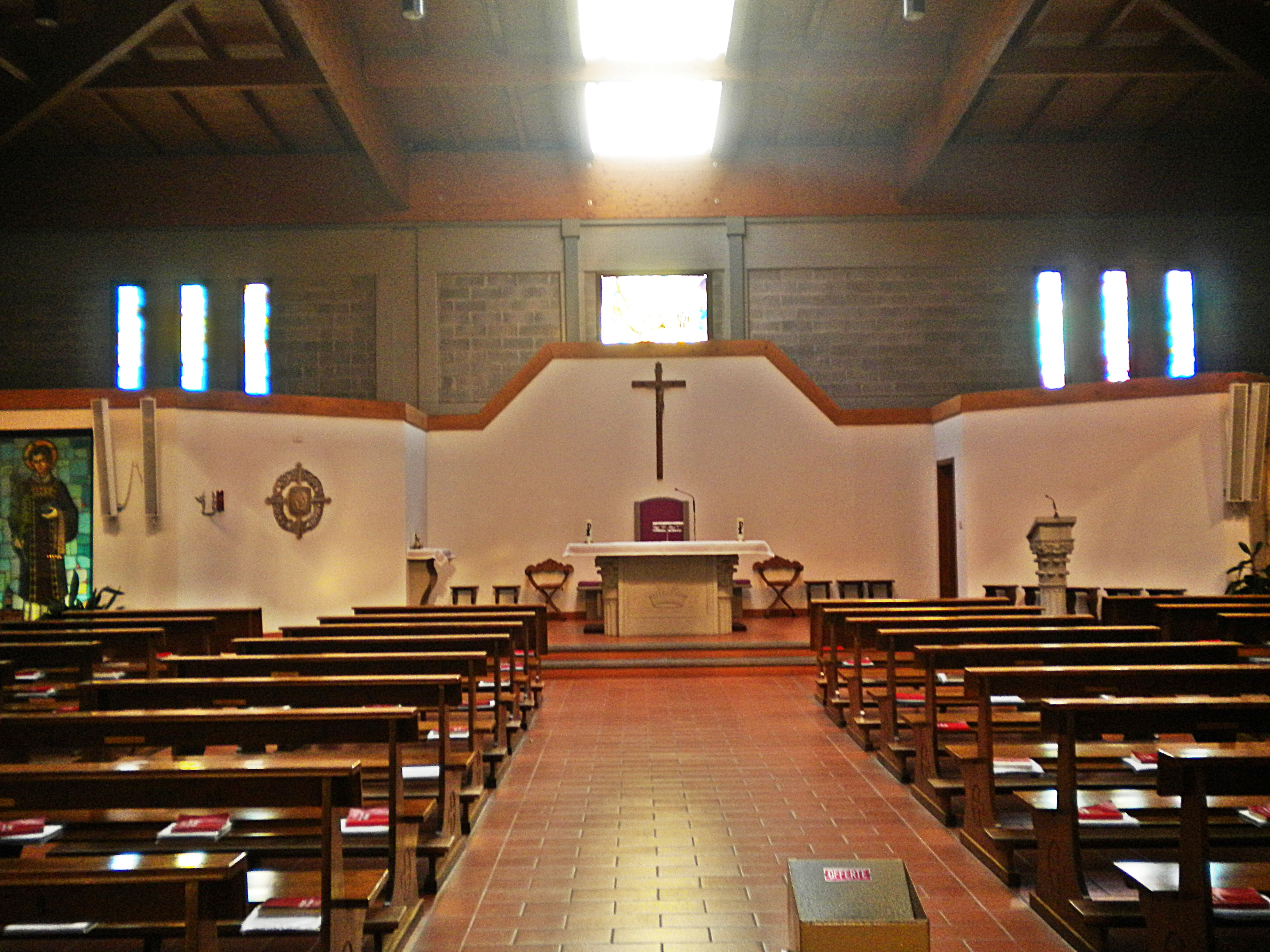
Interno
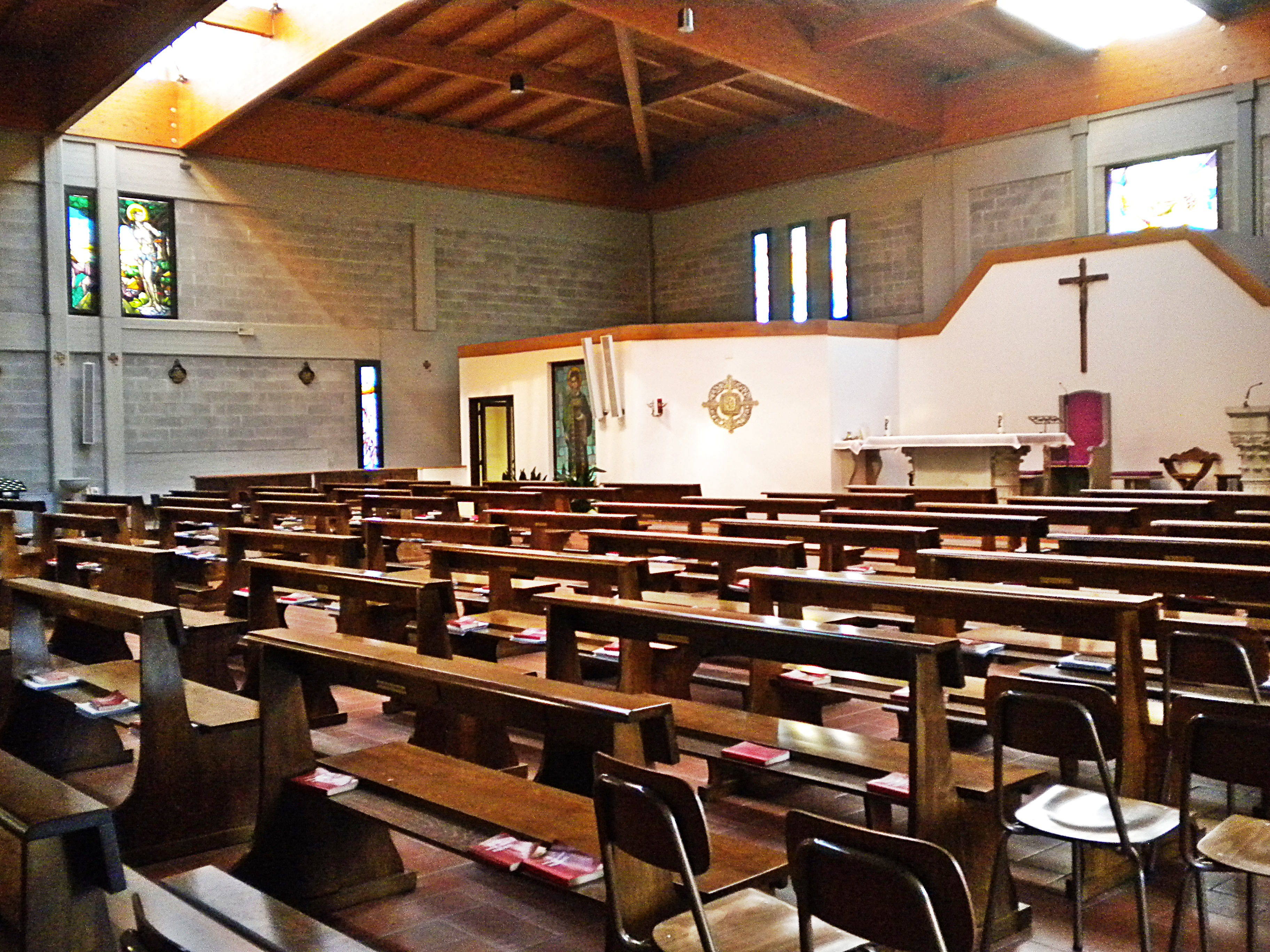
Interno
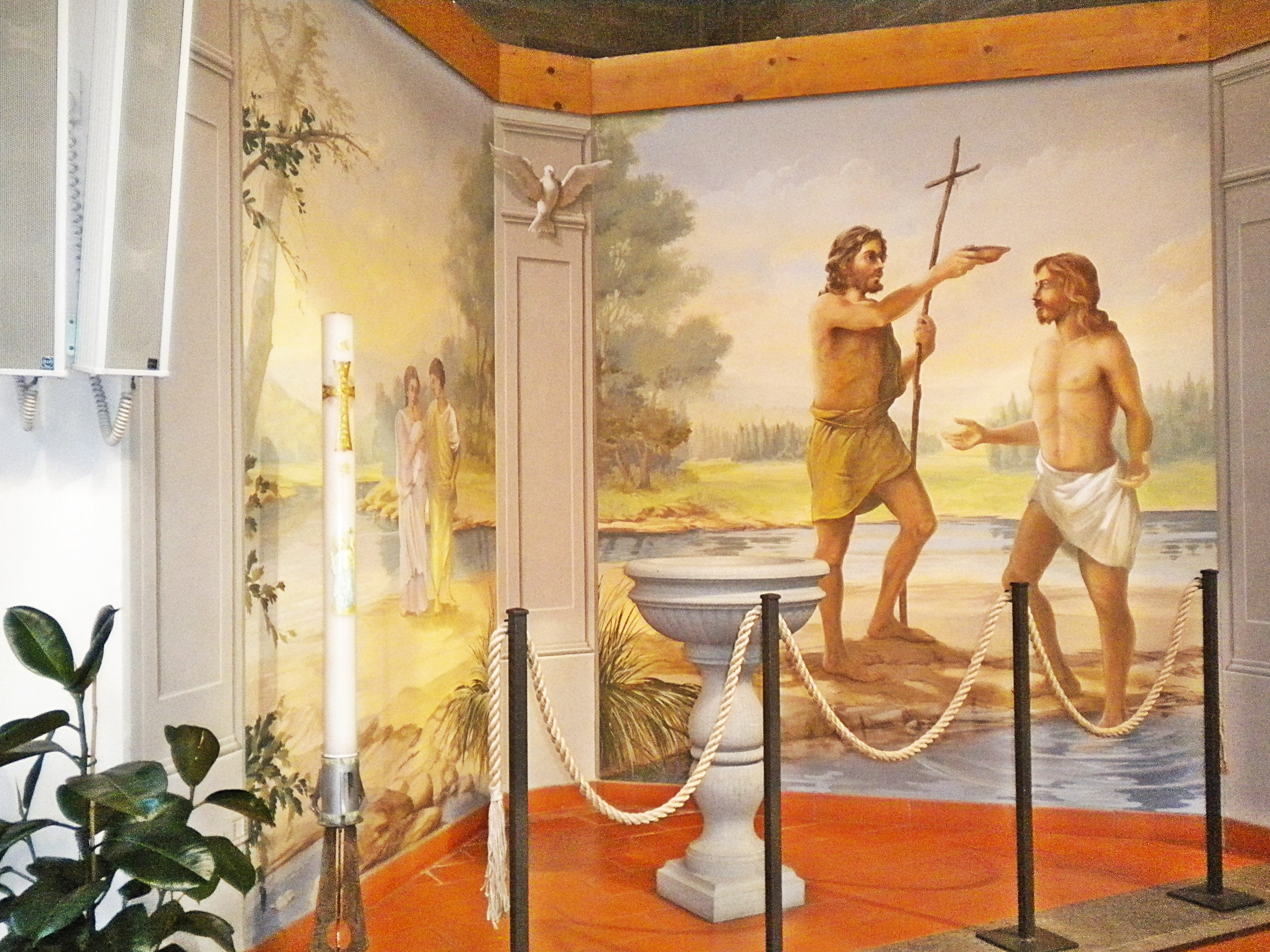
Fonte battesimale